# Perché non facciamo l'amore?
Perché non facciamo l'amore? è un film del 1981 diretto da Maurizio Lucidi.

## Trama
Per una serie di circostanze il dentista Bernardino Livi è costretto a fingersi un medico esperto in problemi sessuali e dietro cospicue somme di denaro prescrive ai suoi pazienti periodi di astinenza coniugale affinché questi possano sfogare i propri impulsi con gli amanti.
Trovatosi ad effettuare una visita a domicilio nella villa del ricco commendator Robelli, Livi conosce la moglie dell'uomo e la sua sorella. Stregato dalle due donne, il medico finisce per farsi coinvolgere nelle varie tresche degli abitanti della villa.